# Fabeltjesland
Fabeltjesland is de fictieve wereld waar de televisieserie de Fabeltjeskrant zich afspeelt.
Fabeltjesland bevat een aantal bossen die staan voor verschillende streken, landen en/of werelddelen in de echte wereld. Zo zijn er het Grote Dierenbos (dat staat voor Nederland, België, en/of West-Europa), het Verre Bos (verder weg gelegen landen), het Buitenbos  en het Buitenste Buitenbos (exotische en/of zeer ver weg gelegen landen), en het Derde Dierenbos (de derde wereld).
Verder is er het Enge Bos. Dit laatste bos refereert niet zozeer aan een land of streek als wel aan een naargeestige plaats, die echter wel dichtbij ligt.
In het Enge Bos bevindt zich de Grote Groene Deur naar het Beloofde Woud, dat gelijkstaat aan de Flowerpower en de Hippiecultuur. In afleveringen van de Fabeltjeskrant uit 1969 (een jaar waarin deze cultuurverschijnselen ook echt tot uiting komen) komt dit woud aan de orde.
Het Grote Dierenbos en het Enge Bos zijn de enige twee bossen die in de serie in beeld komen (evenals de Grote Groene Deur naar het Beloofde Woud). Aan de andere bossen wordt wel af en toe gerefereerd, met name als thuisbos van enkele van de meer exotische dieren, maar hoe deze bossen eruitzien wordt overgelaten aan de fantasie van de "kijkbuiskinderen".
Fabeltjesland was ook de naam van het kinderdagverblijf in Sint-Gillis-bij-Dendermonde waar op 23 januari 2009 een gewelddadige steekpartij plaatsvond.